# Station Lagny-Thorigny
Station Lagny - Thorigny is een spoorwegstation aan de spoorlijn Noisy-le-Sec - Strasbourg-Ville. Het ligt in de Franse gemeente Thorigny-sur-Marne, ten noorden van de gemeente Lagny-sur-Marne, beiden gelegen in het departement Seine-et-Marne (Île-de-France). Op het station stoppen treinen van Transilien lijn P.

## Geschiedenis
Het station opende op 5 juli 1849 door de compagnie des chemins de fer de l'Est bij de opening van de sectie Parijs - Meaux. Sinds zijn oprichting is het eigendom van de Société nationale des chemins de fer français (SNCF).

## Ligging
Het station ligt op kilometerpunt 27,357 van de spoorlijn Noisy-le-Sec - Strasbourg-Ville.

## Diensten
Op het station stoppen treinen van Transilien lijn P tussen Paris-Est en Meaux. Een rit naar Parijs duurt 20 à 25 minuten, een rit naar Meaux ongeveer 15 minuten. Per uur doen 2 tot 4 treinen per richting het station aan.

## Vorig en volgend station
| Richting  | Vorig station | Lijn    | Volgend station | Richting |
| --------- | ------------- | ------- | --------------- | -------- |
| Paris-Est | Vaires-Torcy  | Trans P | Esbly           | Meaux    |